# منتخب المجر تحت 19 سنة لكرة القدم
منتخب المجر تحت 19 سنة لكرة القدم (بالمجرية: Magyar U19-es labdarúgó-válogatott)‏ هو ممثل المجر الرسمي في المنافسات الدولية في كرة القدم في فئة كرة قدم للرجال تحت 19 سنة، يديريه اتحاد المجر لكرة القدم.